# Det mystiska spelet
Det mystiska spelet eller Fushigi Yūgi (japanska: ふしぎ遊戯) är en shojomanga i arton delar av Yū Watase, släppt av förlaget Shogakukan.

## Handling
Serien börjar med att huvudpersonen Miaka Yuki blir indragen i en gammal bok (de fyra gudarnas rike) hon funnit i den avspärrade delen av nationalbiblioteket, och mystiskt förflyttas in i berättelsen, som utspelar sig i ett sagolikt feodalt Kina. Miaka finner sig själv som prästinna för guden Suzaku och måste nu finna Suzakus sju utvalda krigare för att kunna frammana Suzaku och skydda kejsardömet Kounan. Väl inne i världen möter hon många nya vänner och ovänner. Hennes bästa kompis Yui Hongo dras också med i äventyret, men blir "prästinna" åt guden Seiryuu.
Blev till TV-anime 1995 och blev ett underjordsfenomen i väst, omåttligt populär. Efter det har tre OAV-serier producerats. Allt material finns släppt i USA.
Omfång: 18 volymer. Alla är översatta till svenska (jan 2007)

Författare: Yuu Watase

Ursprunglig publikation: 1992-1996

Svensk publikation: 2005-2007

Översättare: Björn Åström

Svenskt förlag: Egmont Kärnan

Läsriktning: höger till vänster, sidorna är ej spegelvända.